# Hartjärnet, Värmland
Hartjärnet är en sjö i Arvika kommun i Värmland och ingår i Göta älvs huvudavrinningsområde.